# معالج صغري

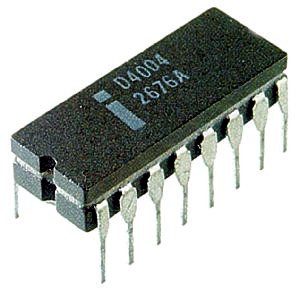
إنتل 4004، المعالج الدقيق التجاري الأول

المعالج الصغري (بالإنجليزية: microprocessor)‏ (يرمز له أحيانا ب µP)، أحد المكونات الإلكترونية الرقمية القابلة للبرمجة؛ أي أنه شريحة ذات أطراف عديدة تستقبل الأوامر وتقوم بتنفيذها تباعا حسب برنامج مخزن مسبقا في شريحة ذاكرة خارجية. وبذلك يستخدم المعالج الدقيق بالعديد من الوظائف، مثل التحكم في عملية صناعية أو متغير طبقاً للمدخلات من الحساسات (المستشعرات) الإلكترونية أو إعدادات المستخدم، والمعالج الدقيق يوضع في شريحة دائرة متكاملة تحوي عددًا ضخمًا من المقاحل المصغرة، فمثلا المعالج بنتيوم 4 يحتوي على 15 مليون مقحل. تتكون وحدة المعالجة المركزية في معظم أنظمة الحاسوب الدقيق من شريحة أو أكثر من المعالج الدقيق.
يتكون المعالج الدقيق من وحدتين أساسيتين، هما وحدة الحسابيات والمنطق (ALU) ووحدة التحكم (CU) وكل من هذه الوحدتين تتكونان داخليًا من عدة مكونات.
يختلف المعالج الدقيق عن المتحكم الدقيق في أن الأخير يحتوي بالإضافة إلى وحدته الأساسية وهي وحدة المعالجة المركزية إلى وحدات ثانوية وهي مجموعة من المواجهات (بالإنجليزية: interfaces)‏ مع المعالج متمثلة في ذاكرة داخلية، تنقسم إلى ذاكرة للقراءة فقط، وذاكرة للقراءة والكتابة، ومنافذ الإدخال والإخراج، وقد يحتوي أيضا على محول تناظري رقمي، ومحول رقمي تناظري، ومؤقت، والمراشح الرقمية.

## صناعيا
في سنة 2003 حوالي 44 بيليون دولار أمريكي تم تصنيعه وبيعه.حوالي نصف هذه الأموال يستخدم داخل الأجهزة الشخصية.

## تصاميم

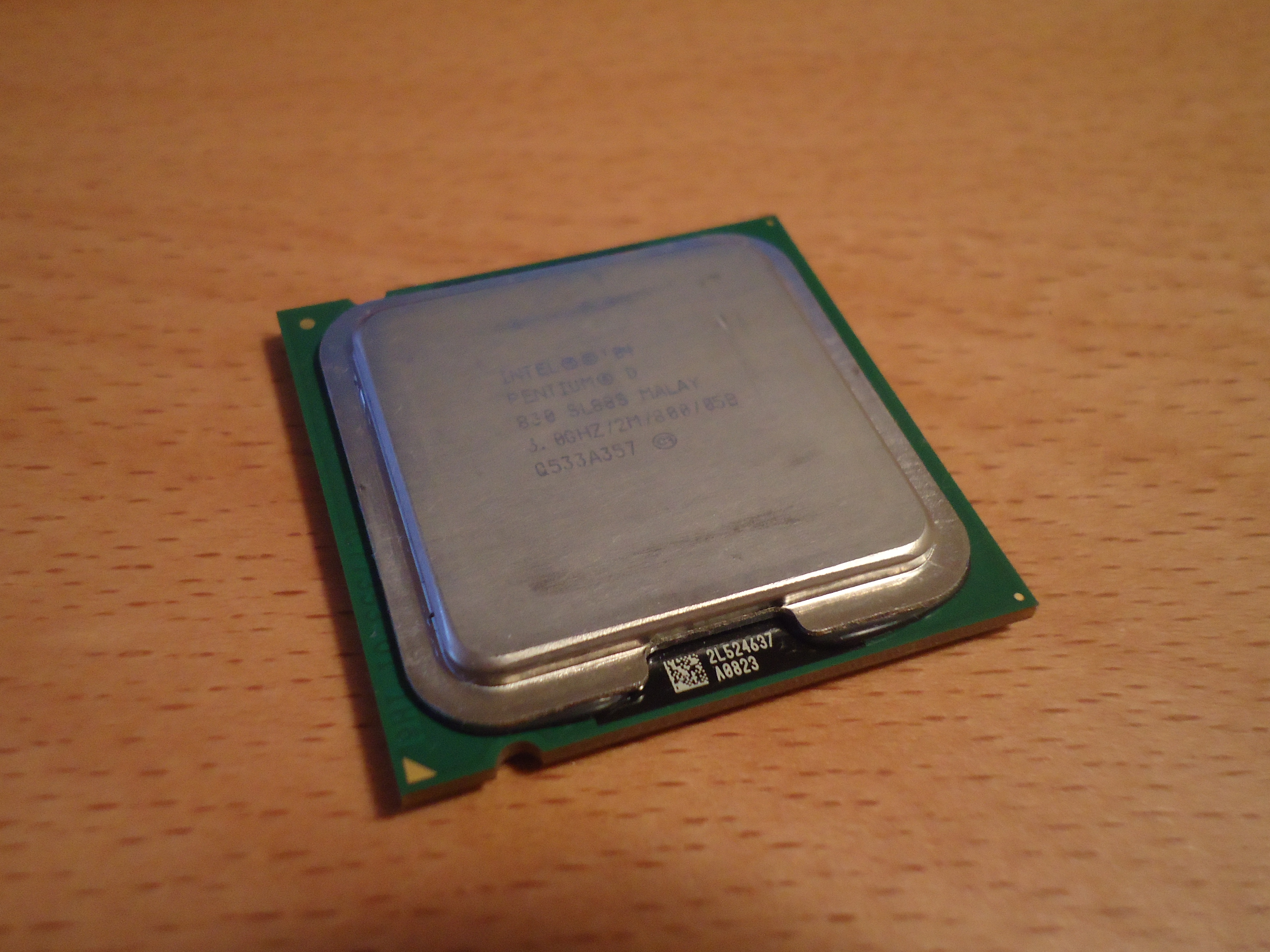
واجهة بنتيوم د معالج دقيق ثنائي اللب

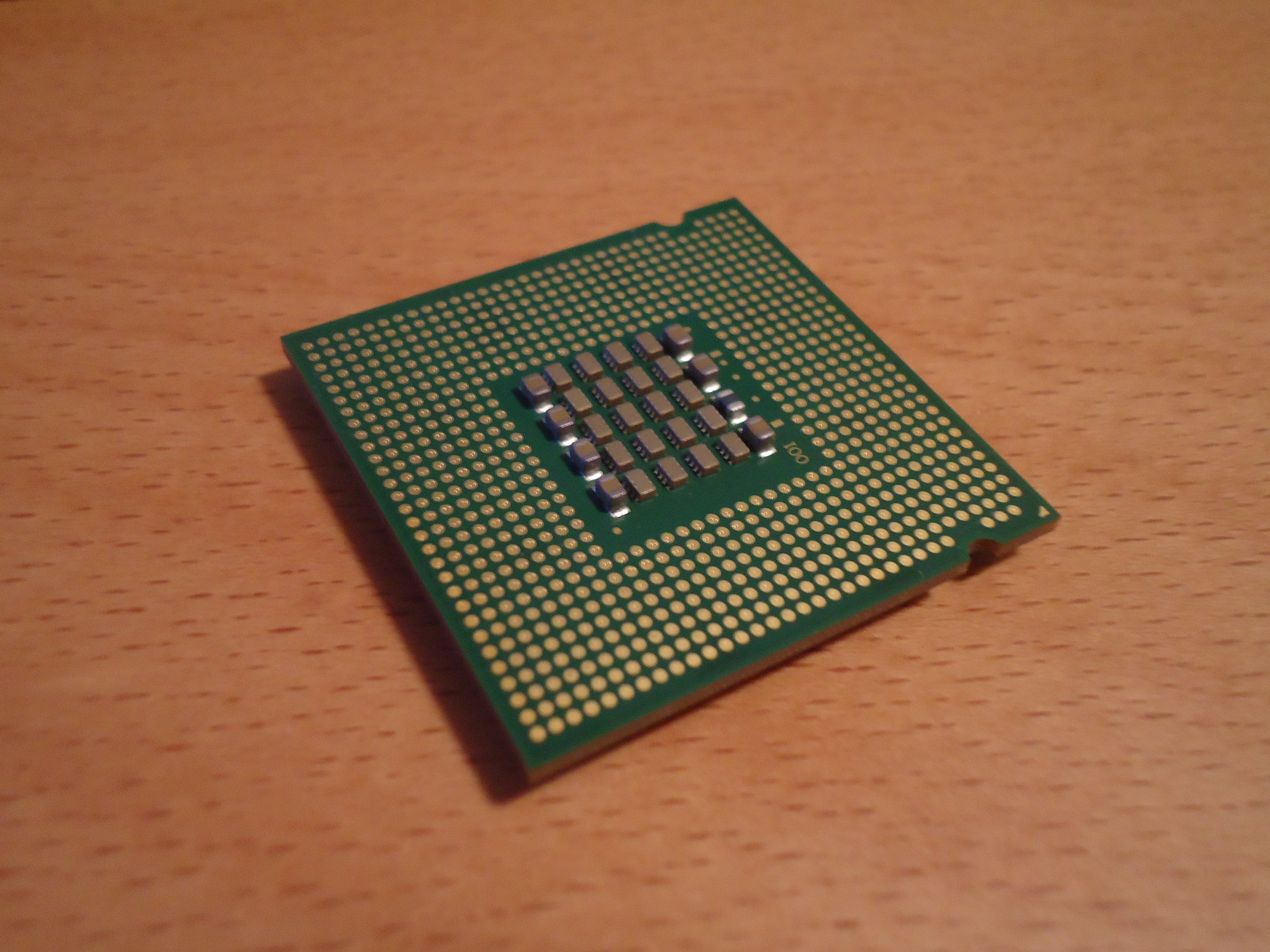
خلفية بنتيوم د معالج دقيق ثنائي اللب

أن تضيف معالجات إضافية، كما في تصاميم الحوسبة المتعددة والمتماثلة، التي كانت أكثر شعبية في الخادمات ومحطات العمل الفرعية منذ أوائل التسعينيات. مواكبة مع قانون مور أصبحت صعبة بشكل متزايد على تقنيات صنع رقاقة من الحدود الطبيعية للتقنية.